# Edward Arthur Laing
Edward Arthur Laing (* 27. Februar 1942 in Belize City; † 11. September 2001 ebenda) war ein aus Belize stammender Jurist. Er war von 1996 bis 2001 Richter am Internationalen Seegerichtshof.

## Leben
Laing studierte Rechtswissenschaften an der University of Cambridge und erwarb 1968 einen LL.M.-Abschluss an der Columbia University.
Nach seiner Zulassung in Belize, arbeitete Laing zunächst als Anwalt. Von 1970 bis 1975 war er Dozent an der University of the West Indies, bevor er als wissenschaftlicher Assistent an die University of Notre Dame wechselte.
Von 1976 bis 1981 war Laing zunächst Professor an der University of Maryland und von 1980 bis 1985 an der Howard University in Washington, D.C.
Dann wechselte Liang in den auswärtigen Dienst seines Landes und war von 1985 bis 1990 sowohl Botschafter seines Landes in den Vereinigten Staaten als auch Hochkommissar in Kanada und ständiger Vertreter bei der Organisation Amerikanischer Staaten. Nach einem Aufenthalt an der New York Law School übernahm Laing von 1993 bis zu seiner Wahl an den Internationalen Seegerichtshof 1996 die Funktion des ständigen Vertreters bei den Vereinten Nationen.
Laing war unter anderem Mitglied der Amerikanischen Gesellschaft für internationales Recht und der International Law Association.

## Publikationen (Auswahl)
- International economic law and public order in the age of equality. In: Law and policy in international business : the international journal of Georgetown University Law Center. Band 12.1980, 3, ISSN 0023-9208, S. 727.
- A perspective on provisional measures under unclos. In: Netherlands yearbook of international law. Band 29.1998, ISSN 0167-6768, S. 45.